# Vũ Văn Thái (nhà ngoại giao)
Vũ Văn Thái (26 tháng 1 năm 1919 – 19 tháng 4 năm 1994) là kỹ sư và nhà kinh tế người Việt Nam, nguyên Đại sứ Việt Nam Cộng hòa tại Hoa Kỳ từ năm 1965 đến năm 1966.

## Tiểu sử

### Thân thế
Vũ Văn Thái sinh ngày 26 tháng 1 năm 1919 tại Hà Nội, Bắc Kỳ, Liên bang Đông Dương.
Sau khi học xong bậc trung học ở Việt Nam, ông sang Pháp du học. Từ năm 1939 đến năm 1944, ông theo học tại Trường Bách khoa ở Paris và thi đậu lấy bằng khoa học. Từ năm 1944 đến năm 1946, ông được nhận học bổng vào Trung tâm Nghiên cứu Khoa học Quốc gia. Từ năm 1946 đến năm 1949, ông là giám đốc phòng thí nghiệm tại Trung tâm Nghiên cứu Khoa học Quốc gia. Ông tốt nghiệp Đại học Sorbonne năm 1954 với tấm bằng Thạc sĩ Khoa học.
Dù thân phụ vốn là nhà dệt may nổi tiếng của Việt Nam đã bị Việt Minh sát hại năm 1947, Là một người có thiện cảm với Việt Minh, ông vẫn ủng hộ công cuộc kháng chiến chống thực dân Pháp của Việt Minh vào cuối thập niên 1940 và đầu thập niên 1950. Trong suốt thời gian này, ông nhận lời làm cố vấn cho Chủ tịch Hồ Chí Minh trong tiến trình đàm phán giành độc lập cho Việt Nam. Khi nỗ lực đàm phán thất bại, giao tranh nổ ra giữa Việt Minh và Pháp, ông liền rời bỏ hàng ngũ Việt Minh sau khi xác nhận bản chất cộng sản của họ.

### Sự nghiệp chính trị

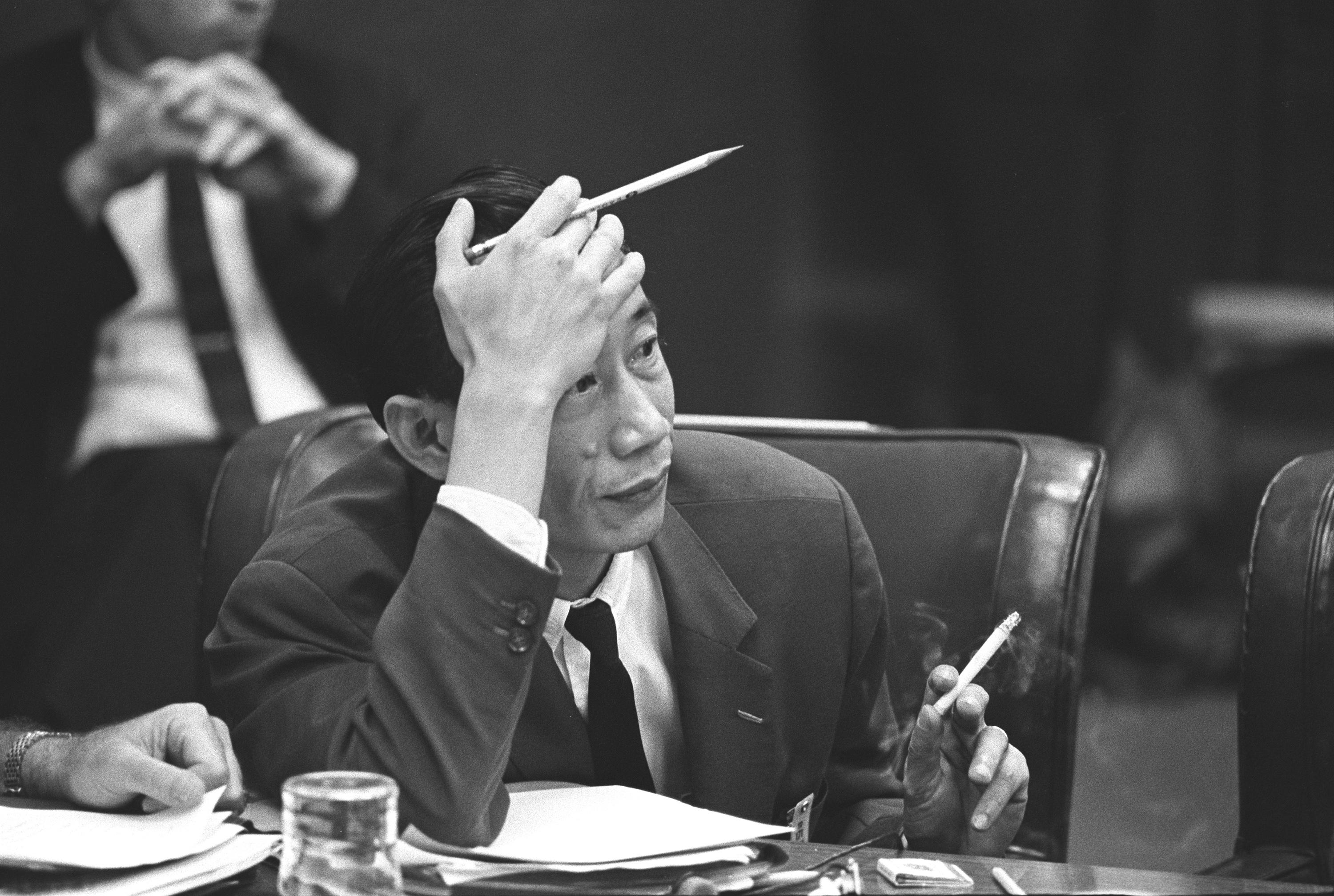
Vũ Văn Thái tham dự Hội nghị Honolulu năm 1966.

Sau Hiệp định Genève năm 1954, ông tham gia chính phủ Quốc gia Việt Nam (tiền thân của Việt Nam Cộng hòa). Ông lần lượt giữ các chức vụ như Cục trưởng Cục Quy hoạch và Tái thiết Đập Đồng Cam, Tổng Giám đốc Tổng nha Ngân sách và Ngoại viện. Năm 1961, Vũ Văn Thái đệ đơn từ chức sau khi xảy ra xung đột giữa ông và Tổng thống Ngô Đình Diệm. Sau đó, ông chuyển sang Ban Thư ký Liên Hợp Quốc, trước tiên làm cố vấn trong lĩnh vực Ngân sách và Tài chính, rồi về sau làm cố vấn cho Chính phủ Togo.
Sau khi Tổng thống Diệm bị đảo chính lật đổ, Vũ Văn Thái mới trở về Việt Nam và được chính phủ lâm thời Nguyễn Ngọc Thơ chỉ định làm tân đại sứ tại Mỹ, nhưng ông từ chối lệnh này từ sau cuộc chỉnh lý do Tướng Nguyễn Khánh tiến hành, ít lâu sau ông quay trở lại Ban Thư ký Liên Hợp Quốc và được bổ nhiệm làm cố vấn kinh tế liên khu vực cho Ban Kinh tế và Xã hội của Liên Hợp Quốc.
Năm 1965, ông giữ chức Đại sứ Việt Nam Cộng hòa thứ ba tại Hoa Kỳ và trình quốc thư lên Tổng thống Mỹ Lyndon B. Johnson vào ngày 16 tháng 12 năm 1965. Tháng 12 năm 1966, chức vụ đại sứ tại Mỹ của ông bị Bùi Diễm thay thế.
Ông qua đời ngày 19 tháng 4 năm 1994 tại Saint-Tropez, Pháp, hưởng thọ 75 tuổi.

## Gia đình
Ông cưới vợ người Pháp tên là Simone Garoute, và họ có với nhau ba cô con gái.